# ウディ・アレンの6つの危ない物語
『ウディ・アレンの6つの危ない物語』（Crisis in Six Scenes）は、ウディ・アレンがAmazon MGMスタジオのために脚本・監督したアメリカ合衆国のコメディテレビミニシリーズ。 
ウディ・アレンはこの30分シリーズの全6話の脚本と監督を担当したが、アレンがテレビドラマを手掛けたのはこれが初めてである。2016年9月30日にAmazonプライムビデオで初公開されたが 、全体的に不評だった。

## キャスト
※括弧内は日本語吹替。
メイン
- シドニー・マンシンガー：ウディ・アレン（牛山茂）
- レニー・デール：マイリー・サイラス（白石涼子）
- ケイ・マンシンガー：エレイン・メイ（寺内よりえ）
- エリー：レイチェル・ブロズナハン（小清水亜美）
- アレン・ブロックマン：ジョン・マガロ（近藤隆）

ゲスト
- リタ：ソンドラ・ジェームズ（京田尚子）
- ルーシー：メリールイズ・バーク（鈴木れい子）
- ヘレン：マーガレット・グッドマン（久保田民絵）
- キャロル：バーバラ・シンガー（きそひろこ）
- ゲイル：マーガレット・ラッド
- ローズ：レベッカ・シャール
- アン：ジョイ・ベハー
- ドミニク：マックス・カセラ（天田益男）
- アル：ルイス・ブラック（稲葉実）
- リー：ベッキー・アン・ベイカー（一城みゆ希）
- ダグ：ダグラス・マクグラス（小形満）
- ジェーン：カイリ・バーノフ（井上喜久子）
- リンダ：メアリー・ボイヤー
- 警官ヴィック：デヴィッド・ハーバー（山野井仁）
- 警官ロン：セバスチャン・ティリンガー（真木駿一）
- メル：ボビー・スレイトン（廣田行生）
- ローナ：ニーナ・アリアンダ（浅野まゆみ）
- モー：ガド・エルマレ（長野伸二）
- 医師：ラリー・ブリッグマン（秋元羊介）
- 電話ボックスの女：ジュディ・ゴールド（佐藤しのぶ）
- 電話ボックスの警官：ダニー・マストロジョルジオ（山内健嗣）
- イヴ：クリスティーン・エバーソール（佐々木優子）
- サイ：ボリス・マクギヴァー（佐久田脩）
- ルー：トム・ケンプ（内田紳一郎）
- 警官マイク：マイケル・ラパポート（宮本充）

### 日本語吹替版スタッフ
制作：東北新社、翻訳：佐藤恵子、演出：簑浦良平

## エピソード
| シーズン | シーズン | 話数 | 話数 | 放送期間      | 放送期間      |
| シーズン | シーズン | 話数 | 話数 | 初回放送      | 最終回放送    |
| -------- | -------- | ---- | ---- | ------------- | ------------- |
|          | 1        | 6    | 6    | 2016年9月30日 | 2016年9月30日 |

## 製作

### キャスティング
2016年1月、シリーズにはウディ・アレン、エレイン・メイ、マイリー・サイラスが主演し、3月に撮影が開始されることが発表された。2016年2月、ジョン・マガロとレイチェル・ブロズナハンがキャストに加わることが発表された。2016年3月、マイケル・ラパポート、ベッキー・アン・ベイカー、マーガレット・ラッド、ジョイ・ベハー、レベッカ・シャール、デヴィッド・ハーバー、クリスティン・エバーソールがシリーズのキャストに加わった。

### 撮影
2016年初頭の約3週間に渡り、ニューヨーク州ブライアクリフマナーのスカボローロード508番地で全6話の撮影が行われた。